# Viktor von Wahl

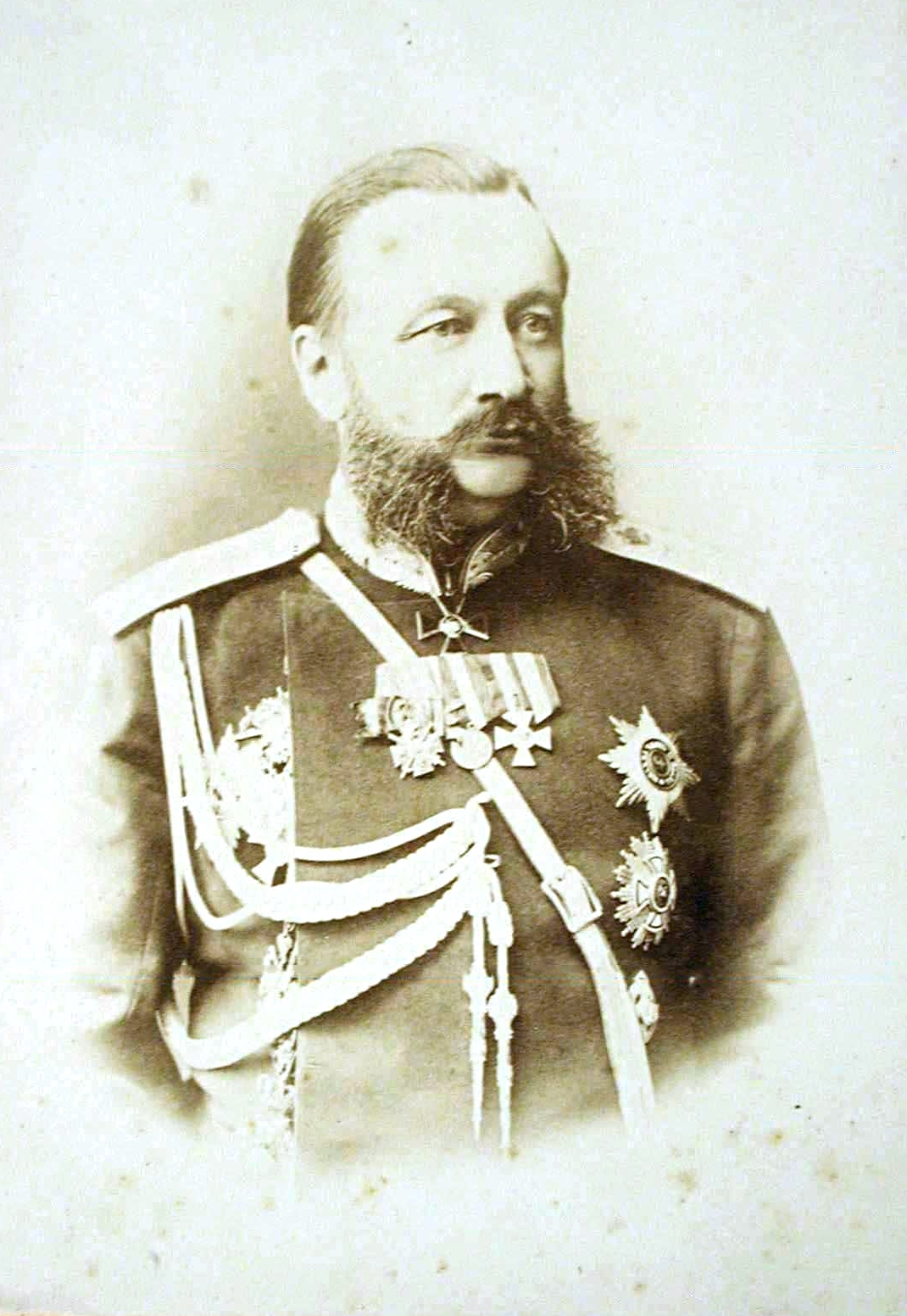
Victor von Wahl (1893)

Viktor Karl Konrad Wilhelm von Wahl (russisch Валь, Виктор Вильгельмович Wiktor Wladimirowitsch von Wahl; * 17. Julijul. / 29. Juli 1840greg. in Ropkoi, Gouvernement Estland; † 7. Februarjul. / 20. Februar 1915greg. in St. Petersburg) war ein russischer General der Kavallerie.

## Leben

### Familie
Viktor war Angehöriger des deutsch-baltischen Adelsgeschlechts von Wahl. Seine Eltern waren der Gutsbesitzer und Kirchspielrichter Wilhelm von Wahl (1812–1890) und Anna, geborene von Brasch (1816–1890). Er vermählte sich 1878 mit Elisabeth Sinclair, geschiedene Melgunowa (1853–1941). Aus der Ehe ging ein Sohn, Wasja von Wahl (1880–1944), Oberst der Garde, Stabschef der Nordwestarmee und Dolmetscher der Wehrmacht, hervor.

### Werdegang
Wahl besuchte die Ingenieurschule in St. Petersburg. Seit 1858 stand er im Dienst der Kaiserlich Russischen Armee. Er avancierte 1873 zum Oberst und wurde 1874 Flügeladjutant. In den Folgejahren fand er vielfältig als Gouverneur Verwendung, so 1876 von Jaroslawl, 1878 von Grodno, 1879 von Charkow, 1880 von Witebsk, 1884 von Podolien, 1885 von Wolhynien, 1889 von Kursk, schließlich von 1901 bis 1902 von Wilna. Dort überlebte er 1902 ein Attentat, das ein Angehöriger des Jüdischen Bunds auf ihn verübt hatte, weil er Teilnehmer einer Maidemonstration hatte öffentlich auspeitschen lassen. Bereits im Jahr 1879 wurde er in seiner Funktion als Flügeladjutant zur Kaiserlichen Suite kommandiert. Seine Beförderung zum Generalmajor erfolgte 1883. In den Jahren 1892 bis 1895 war er Stadthauptmann bzw. Stadtkommandant von St. Petersburg. Er stieg 1893 zum Generalleutnant auf. Im Jahr 1895 wurde er Ehrenvormund des Kuratoriums für Kaiserin Maria. Von 1902 bis 1903 arbeitete er beim Ministerium des Innern und war Kommandeur des Gendarmerie-Korps. Wahl wurde 1903 Mitglied des Reichsrates und avancierte 1904 zum General der Kavallerie.

### Auszeichnungen
- Orden der Heiligen Anna III. Klasse mit Schwertern und Bogen (1864); II. Klasse (1871); I. Klasse (1888)
- Sankt-Stanislaus-Orden II. Klasse mit Schwertern (1864); Kaiserkrone (1869); I. Klasse (1884)
- Franz-Joseph-Orden Komturkreuz (1870)
- Roter Adlerorden III. Klasse (1871)
- Königlicher Kronen-Orden II. Klasse (1873)
- Orden der Eisernen Krone II. Klasse (1874)
- Hausorden der Wendischen Krone II. Klasse (1876)
- Orden des Heiligen Wladimir IV. Klasse; III. Klasse (1877); II. Klasse (1891); I. Klasse (1914)
- Orden Danilos I. für die Unabhängigkeit II. Klasse (1883)
- Stern des Edlen Hauses von Buchara I. Klasse mit Diamanten (1893)
- Kaiserlich-Königlicher Orden vom Weißen Adler (1895)
- Alexander-Newski-Orden (1901); Diamanten (1909)